# Power of the Blues
Power of the Blues è un album di Gary Moore, pubblicato nel 2004.

## Tracce
1. "Power of the Blues" (Moore/Daisley/Mooney) – 2:30
2. "There's a Hole" – 5:38
3. "Tell Me Woman" – 2:53
4. "I Can't Quit You Baby" (Otis Rush cover) (Willie Dixon) – 5:48
5. "That's Why I Play the Blues" – 4:05
6. "Evil" (Howlin' Wolf cover) (Dixon) – 2:42
7. "Getaway Blues" (Moore/Daisley/Mooney) – 3:42
8. "Memory Pain" (Percy Mayfield) – 4:52
9. "Can't Find My Baby" – 3:34
10. "Torn Inside" – 5:37

## Formazione
- Gary Moore - chitarra, voce
- Jim Watson - tastiere
- Darrin Mooney - batteria
- Bob Daisley - basso